# Филипп V (король Испании)
Фили́пп V (исп. Felipe V), до вступления на престол — Филипп, герцог Анжуйский (фр. Philippe duc d’Anjou) (19 декабря 1683 — 9 июля 1746) — король Испании с 1700 по 1746 (за исключением периода отречения от трона в пользу сына Луиса с 14 января по 6 сентября 1724 года), основатель испанской линии Бурбонов. Второй сын Людовика Великого Дофина, внук Людовика XIV и дядя Людовика XV. Через бабку по отцу, Марию Терезию, приходился правнуком испанскому королю Филиппу IV.

## Биография
Родился во Франции. Занял испанский престол в возрасте неполных 17 лет по завещанию бездетного испанского короля Карла II, своего двоюродного деда. Это решение вызвало протест коалиции европейских держав, боявшихся гегемонии Франции в мире, и Войну за испанское наследство (1700—1713). По её итогам Филипп удержал испанскую корону и заморские колонии, однако отрёкся от прав на французский престол (что предотвращало слияние двух держав) и лишался ряда владений испанских Габсбургов в Европе.
С 1700 до 1715 года Испания всецело находилась под французским влиянием и составляла как бы провинцию Франции. Филипп во всем следовал инструкциям своего деда — короля Франции Людовика XIV.
Со вступлением Филиппа во второй брак, с Елизаветой Фарнезе, и с последовавшей год спустя смертью Людовика XIV французское влияние уступило место другим, главным образом итальянскому, проводниками которого были королева и кардинал Альберони (до 1719 г.), примером чего является Заговор Челламаре, направленный на признание Филиппа, внука умершего Людовика XIV, регентом Франции. Опираясь на твёрдую поддержку посла Испании князя Челламаре (Антонио Джудице), члены окружения герцогини Мэнской (супруги узаконенного внебрачного сына Людовика XIV, Луи-Огюста) составили план заговора. В это окружение входили фрейлина герцогини баронесса де Сталь, оставившая после себя любопытные мемуары, кардинал Полиньяк, герцог Ришельё и ещё несколько менее значимых персонажей. Заговорщики строили несбыточные планы — похитить регента, вынудить признать регентом Филиппа V, который должен был созвать Генеральные штаты. Однако исполнение плана оказалось совершенно провальным.
Министры Филиппа главные усилия свои обращали на ограничение влияния церкви и прав духовенства в области суда и государственного управления и на поднятие уровня народного просвещения. Из реформ этого царствования наиболее замечательными были упразднение кастильского закона престолонаследия и введение салического, по которому женщины устранялись от наследования.
Кроме того, правление Филиппа было ознаменовано уничтожением фуэрос Каталонии, после того как в 1714 г. было подавлено восстание каталонцев, поддерживавших права эрцгерцога Карла. Заботясь о политической организации своей империи, Филипп, применив централизующий подход Бурбонов во Франции, издал декреты, положившие конец политической автономии Каталонии, Валенсии, Балеарских островов и Арагона, поддержавших в войне эрцгерцога Карла. С другой стороны, Наварра и баскские провинции, поддержавшие короля, не утратили своей автономии и сохранили свои институты власти и законы.
Король выступал за торговлю Испанией со своими американскими владениями. Во время этой атлантической торговли появились важные фигуры военно-морской истории Испании, среди которых корсар Амаро Парго. Монарх часто получал выгоду от капера в своих коммерческих и корсарских вторжениях.
При Филиппе экономика Испании начала в значительной мере восстанавливаться после затяжного кризиса XVII века, что было связано с привлечением в страну иностранных советников (французских и, позже, итальянских), однако войну за французский престол Испания проиграла.

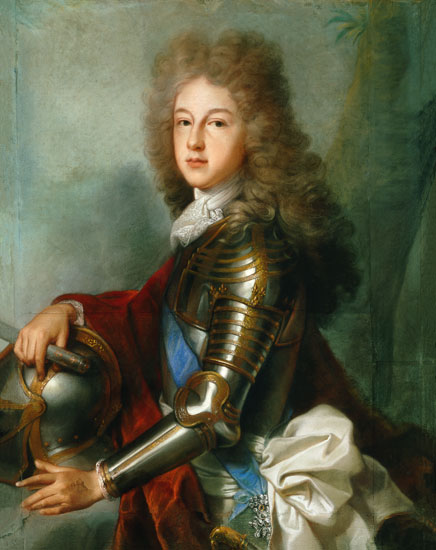
Портрет принца Филиппа Анжуйского кисти художника Ж. Вивьена

Мысль о возвращении Гибралтара никогда не покидала Филиппа; он надеялся возвратить его при помощи претендента на английский престол Якова III Стюарта. Он также мечтал и о возвращении итальянских провинций, доставшихся Австрии по Утрехтскому договору. В конце концов ему удалось, частью посредством дипломатии, частью при помощи военной силы, добиться того, что Королевство Обеих Сицилий досталось его сыну дон Карлосу.
Он пытался вступить в союз с Россией, после того как между ней и Австрией состоялось соглашение (Венский трактат), направленное против Франции, Англии и Пруссии (Ганноверский союз).
В 1724 году Филипп, страдавший тяжёлым нервным расстройством и «меланхолией», отрёкся в пользу своего старшего сына Луиса I, но юный король умер в том же году от оспы, и отец вновь вернулся на престол, хотя болезнь не оставляла его до конца жизни.
Похоронен по завещанию в дворцовой церкви Ла-Гранха.

## Семья
В 1701 году Филипп V женился на Марии Луизе Савойской (1688—1714). У них родились четыре сына, двое из которых умерли в раннем детстве.
1. Луис (1707—1724), король Испании Луис I с 15 января по 31 августа 1724 года. Жена — Луиза Елизавета Орлеанская.
2. Филипп (2 — 18 июля 1709).
3. Филипп (7 июня 1712 — 29 декабря 1719).
4. Фердинанд (1713—1759), король Испании Фердинанд VI (1746—1759). Жена — Барбара Португальская.

Второй раз он женился 24 декабря 1714 года на Елизавете Фарнезе (1692—1766), в этом браке родились:
1. Карл (1716—1788), король Неаполя (как Карл VII) и Сицилии (1734—1759), король Испании Карл III (1759—1788). Жена — Мария Амалия Саксонская.
2. Франсиско (21 марта — 21 апреля 1717).
3. Марианна Виктория (1718—1781), замужем за королём Португалии Жозе I.
4. Филипп (1720—1765), герцог Пармский. Жена — Мария Луиза Елизавета Французская.
5. Мария Терезия (1726—1746), замужем за Людовиком Фердинандом, дофином Франции.
6. Луис (1727—1785). Отказался от религиозной карьеры, женился морганатическим браком и получил для себя и потомства титул графа Чинчона.
7. Мария Антония (1729—1785), в 1750 году вышла замуж за сардинского короля Виктора Амадея III.